# Mervyn Finlay
Mervyn David "Merv" Finlay (ur. 17 czerwca 1925 w Balmain, zm. 2 lipca 2014 w Sydney) – australijski wioślarz, brązowy medalista olimpijski.
Wystąpił na igrzyskach olimpijskich w Helsinkach w 1952 roku, gdzie Australijczycy w składzie: Bob Tinning, Ernest Chapman, Nimrod Greenwood, Mervyn Finlay, Edward Pain, Phil Cayzer, Tom Chessell, Dave Anderson i Geoff Willamson (sternik) zdobyli brązowy medal w ósemkach. W finale o 7,2 sekundy przegrali z osadą USA, a o 1,9 sekundy szybsza była osada ZSRR. Był to jego jedyny start olimpijski.
W trakcie II wojny światowej służył w Royal Australian Air Force w stopniu podporucznika. Ukończył prawo na Uniwersytecie w Sydney, w latach 1984-1994 był sędzią Sądu Najwyższego Australii.